# Metroperiella pyriformis
Metroperiella pyriformis är en mossdjursart som beskrevs av Harmer 1957. Metroperiella pyriformis ingår i släktet Metroperiella och familjen Bitectiporidae. Inga underarter finns listade i Catalogue of Life.